# فابريسيو أغوستو راميريز
فابريسيو أغوستو راميريز (بالإسبانية: Fabri)‏ (مواليد 31 ديسمبر 1987 في لاس بالماس دي جران كناريا - إسبانيا) لاعب كرة قدم إسباني لعب لصالح نادي الدرجة الأولى ريال بلد الوليد الإسباني عام2009 في مركز حارس مرمى و تنقل بين الأندية الأسبانية حتى انتقل إلى فريق بشكتاش التركي عام 2016 .

## روابط خارجية
- فابريسيو أغوستو راميريز على موقع الاتحاد الأوربي (الإنجليزية)
- فابريسيو أغوستو راميريز على موقع اتحاد تركيا (لاعب) (الإنجليزية)
- فابريسيو أغوستو راميريز على موقع قاعدة بيانات كرة القدم.إي يو (الإنجليزية)
- فابريسيو أغوستو راميريز على موقع Soccerbase.com (لاعب) (الإنجليزية)
- فابريسيو أغوستو راميريز على موقع Soccerway.com (الإنجليزية)
- فابريسيو أغوستو راميريز على موقع عالم كرة القدم.نت (الإنجليزية)
- فابريسيو أغوستو راميريز على موقع AS.com (الإسبانية)